# Hubert Gottschling

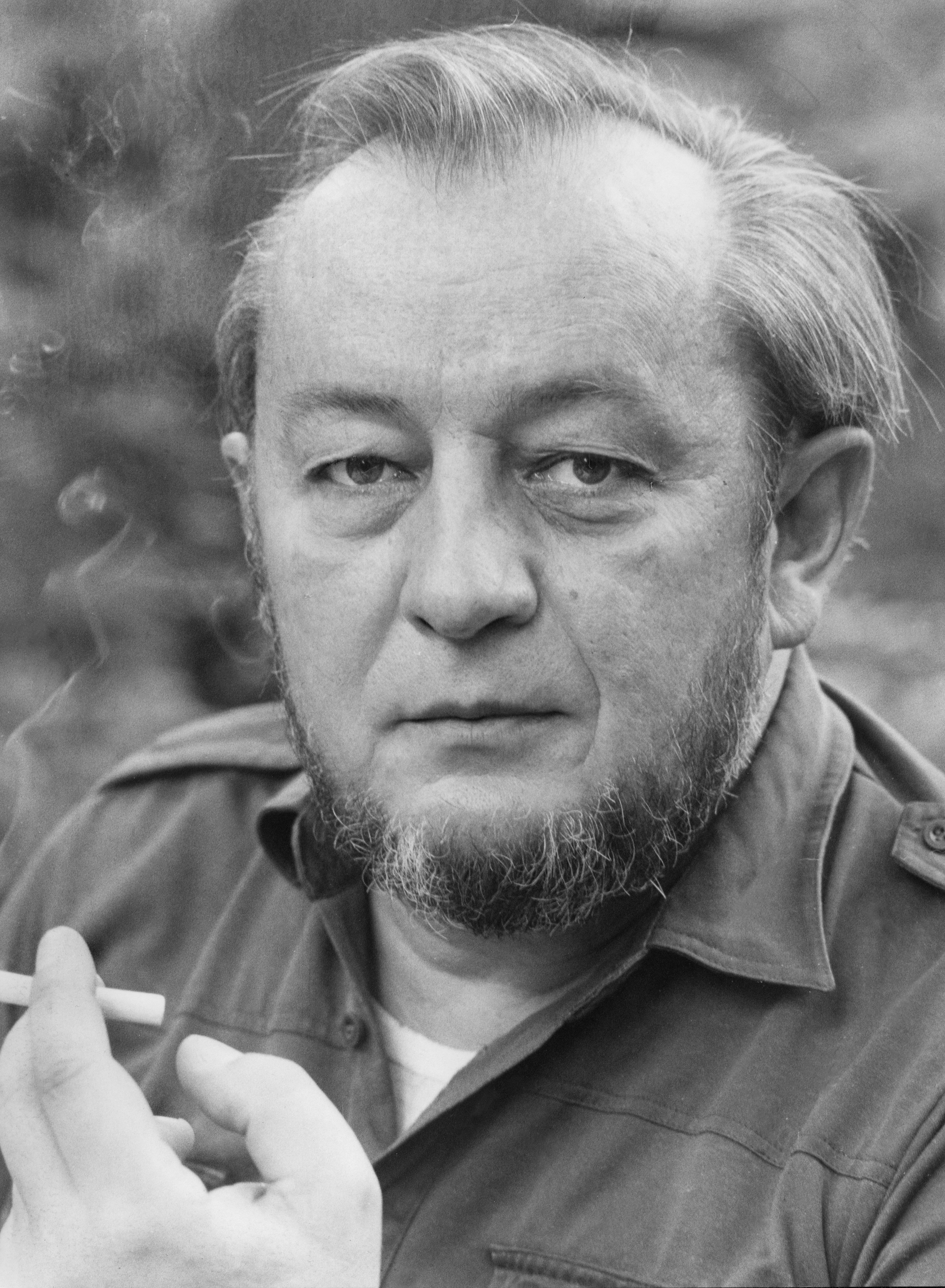
Hubert Gottschling

Hubert Gottschling (* 31. März 1931 in Ruda Pabianicka (Łódź), Polen; † 10. Juli 1990 in Berlin) war ein deutscher Naturwissenschaftler, Poet und Künstler.

## Leben
Hubert Gottschling entstammte einer Familie der deutschen Minderheit in Łódź (Polen) und wurde 1931 als erstes von vier Geschwistern geboren. Der Vater Albert Gottschling arbeitete in einer Textilfabrik von Adolf Horak, einem Exponenten der Baptisten in Polen und wichtigen Arbeitgeber im Stadtteil Ruda Pabianicka. Nach der Vertreibung 1946 (nach Pollhagen) absolvierte Gottschling 1951 das Abitur in Stadthagen und studierte anschließend in Göttingen und Heidelberg Medizin und Philosophie. Nach seiner Promotion arbeitete er seit 1958 für fünf Jahre in den USA (La Fayette, Illinois; Madison, Wisconsin). In dieser Zeit entsteht auch die Freundschaft zu dem Mikrobiologen Koki Horikoshi, die bis zum Lebensende bestehen blieb. Zurück in Deutschland war er zunächst Mitarbeiter von Hans G. Zachau am Institut für Genetik der Universität zu Köln, das von Max Delbrück zwischen 1961 und 1963 aufgebaut und geleitet wurde. Vom 1. Dezember 1970 bis zum 31. März 1977 war Gottschling Assistenzprofessor an der Freien Universität Berlin. In seiner Arbeitsgruppe promovierte unter Anderen der Mediziner und Molekularbiologe Burghardt Wittig.
Gottschling heiratete am 27. November 1970 in Berlin Gisela Pätzold (* 6. März 1939 in Bielefeld) und war der Schwager von dem Journalistik-Professor Ulrich Pätzold. Das Paar hat einen Sohn, den Evolutionsbiologen und Taxonomen Marc Gottschling (* 17. Juni 1971 in Berlin).
Das Aufwachsen in Polen und die Auseinandersetzung mit der Natur sind zentrale Motive in Gottschlings Kunst und schlagen sich in einer Reihe von Bildern (KinderParadiesSplitter, gezeigt auf der Freien Berliner Kunstausstellung 1990) sowie Gedichten nieder, die teilweise im Almanach deutschsprachiger Schriftstellerärzte veröffentlicht wurden.
In Deutschland unterhielt Gottschling zahlreiche Kontakte zu Künstlern und Literaten, darunter Monika Cronshagen, Ellinor Michel, Kurt Mühlenhaupt, Kunito Nagaoka, Jürgen Riecke und Friedrich Schröder Sonnenstern. Der Briefwechsel mit Clara Rilke und Helmuth Westhoff befindet sich im Deutschen Literaturarchiv Marbach, eine Jugendkorrespondenz mit Margarethe Krieger in ihrem Nachlass in Kraichtal. Gottschling war von 1958 bis in die 1970er Jahre Herausgeber der unregelmäßig erscheinenden, interdisziplinären Zeitschrift unterwegs, in der in den späteren Jahren auch der Soziologe Richard Grathoff veröffentlichte.

## Bibliographie
- unterwegs 1. Eigenverlag, Heidelberg 1958.
- Bestimmung intravitaler Redoxpotentiale unter verschiedenen Bedingungen. med. Doktorarbeit, Universität Heidelberg 1958.
- Cornwall und Ver-klage. In: Arnim Jüngling (Hrsg.): Almanach 79 Deutscher Schriftsteller-Ärzte. Breit, Marquartstein 1979, S. 87‒88.
- Triptychon drei Zeiten und III Romantische Himmelstechnik. In: Arnim Jüngling (Hrsg.): Almanach 80 Deutscher Schriftsteller-Ärzte. Breit, Marquartstein 1980, S. 40‒42.
- Rätselbaum Hesuv. In: Arnim Jüngling (Hrsg.): Almanach 81 Deutscher Schriftsteller-Ärzte. Breit, Marquartstein 1981, S. 276‒280.
- Späträtsler Hesuv. In: Arnim Jüngling (Hrsg.): Almanach 82 Deutscher Schriftsteller-Ärzte. Breit, Marquartstein 1982, S. 141.
- Kontrapunktisches Pentaptychon, Loule und zurück, Transitionen, Ikonklasmus und pax maeroris. In: Arnim Jüngling (Hrsg.): Almanach 84 Deutscher Schriftsteller-Ärzte. Breit, Marquartstein 1984, S. 218‒223.
- Aus einem illustrierten dreizehnfachen Zyklus, Schnitt für Schnitt und Schülen der Erinnerung an Wasserböte. In: Arnim Jüngling (Hrsg.): Almanach 85 Deutscher Schriftsteller-Ärzte. Breit, Marquartstein 1985, S. 44‒48.
- Durch den Schacht der Zeit, In den Stollen der Seele und Kein Horizont. In: Arnim Jüngling (Hrsg.): Almanach 87 Deutscher Schriftsteller-Ärzte. Breit, Marquartstein 1987, S. 48.
- Aus Todesangst, Verwirrungen beim Besuch im Sterbehaus und Spätes Wiedersehen. In: Arnim Jüngling (Hrsg.): Almanach 88 Deutscher Schriftsteller-Ärzte. Breit, Marquartstein 1987, S. 38‒40.
- Resignationen. In: Arnim Jüngling (Hrsg.): Almanach 89 Deutscher Schriftsteller-Ärzte. Breit, Marquartstein 1988, S. 39‒40.
- Kleiner Bericht aus dem Wüstenland, aus dem leeren Jahr. In: Arnim Jüngling (Hrsg.): Almanach 90 Deutscher Schriftsteller-Ärzte. Breit, Marquartstein 1989, S. 69‒74.

## Ausstellungen

### Einzelausstellungen
- Aquarelle 1973 bis 1979, Altstadtgalerie Spandau, Berlin 1980.

### Beteiligungen
- 9. FBK (1979): Am Atlantik (Aquarell)[13]
- Jubiläums-Ausstellung Altstadtgalerie (1980): Von Helgoland (Aquarell)
- 10. FBK (1980): Von Helgoland (Aquarell)[14]
- 11. FBK (1981): Afrika am Mittelmeer, Sousse (Aquarell)[15]
- 14. FBK (1984): Geblendete Pinien Al Gharb (Aquarell) [mit Abbildung][16]
- 15. FBK (1985): Weizenfeld nach Mittag (Aquarell)[17]
- 17. FBK (1987): Küstenreflexionen (Algarve) (Mischtechnik)[18]
- 18. FBK (1988): Von Sizilien (Aquarell)[19]
- 20. FBK (1990): KinderParadiesSplitter (Mischtechnik)[20]